# Roberto Calcaterra
Pour les articles homonymes, voir Calcaterra.
Pour le joueur de football, voir Washington Roberto Calcaterra.
Roberto Calcaterra (né le 6 février 1972 à Civitavecchia) est un joueur de water-polo italien.
Il remporte une médaille de bronze lors des Jeux olympiques de 1996 à Atlanta.
C'est le frère d'Alessandro Calcaterra.